# Josue Kongolo
Josué Ndenge Kongolo (Ravels, 13 april 2006) is een Belgisch voetballer die onder contract ligt bij KRC Genk. Kongolo speelt op de positie van centrale verdediger.

## Carrière
Kongolo werd, als een kind van Congolese ouders, geboren in het Belgische Ravels in de provincie Antwerpen. Al op jonge leeftijd was hij actief bij de jeugdopleiding van Lierse SK, hier plukte KRC Genk hem op 9-jarige leeftijd weg. Bij Genk doorliep hij de verschillende jeugdreeksen. In september 2022 mocht Kongolo als 16-jarige starten bij de U19-ploeg van Genk in de wedstrijd om de UEFA Youth League tegen het Tsjechische Slavia Praag. Na 75 minuten kreeg hij zijn tweede gele kaart en moest hij het veld verlaten. Genk zou deze wedstrijd verliezen met 1-2 maar wist Slavia Praag toch uit te schakelen door de terugwedstrijd te winnen met 2-4. In deze terugwedstrijd kwam Kongolo niet in actie wegens geschorst te zijn. Op 12 mei 2023 maakte hij zijn professioneel debuut in het Belgisch voetbal voor Jong Genk, de belofteploeg van KRC Genk dat actief is in de Eerste klasse B, het op één na hoogste niveau in België. Kongolo kwam als basisspeler in actie in de competitiewedstrijd tegen Excelsior Virton op de positie van centrale verdediger. Hij speelde 89 minuten mee waarna hij werd gewisseld voor Daan Dierckx. Jong Genk zou de wedstrijd uiteindelijk verliezen met 3-1. Eind mei 2023 tekende Kongolo een contract tot de zomer van 2026.
De voorbereiding van het seizoen 2023/24 mocht Kongolo aanvatten met het eerste elftal van Genk. Hij kwam in actie in de oefenwedstrijd tegen OH Leuven waarna de hoofdcoach Wouter Vrancken lovend was over zijn prestatie. Vrancken nam hem vervolgens mee op zomerstage met het eerste elftal. Op 26 mei 2024, op de laatste speeldag van het seizoen 2023/24, mocht hij officieel debuteren in het eerste elftal van Genk. In de competitiewedstrijd tegen Union Sint-Gillis mocht Kongolo starten in het basiselftal door de schorsing van centrale verdedigers Carlos Cuesta en Mujaid Sadick. Hij speelde 72 minuten mee waarna hij gewisseld werd door Eduard Sobol. 

In het seizoen 2024/25 startte Kongolo in de derde wedstrijd van het seizoen, thuis tegen Club Brugge. Na 64 minuten en een 0-2 achterstand werd hij naar de kant gehaald. Genk slaagde er echter in de achterstand recht te zetten en won uiteindelijk met 3-2.

## Clubstatistieken
| Seizoen         | Club            | Land            | Competitie      | Competitie | Competitie | Beker | Beker | Supercup | Supercup | Europees | Europees | Totaal | Totaal |
| Seizoen         | Club            | Land            | Competitie      | Wed.       | Dlp.       | Wed.  | Dlp.  | Wed.     | Dlp.     | Wed.     | Dlp.     | Wed.   | Dlp.   |
| --------------- | --------------- | --------------- | --------------- | ---------- | ---------- | ----- | ----- | -------- | -------- | -------- | -------- | ------ | ------ |
| 2022/23         | Jong Genk       | Vlag van België | Eerste klasse B | 1          | 0          | —     | —     | —        | —        | —        | —        | 1      | 0      |
| 2023/24         | Jong Genk       | Vlag van België | Eerste klasse B | 27         | 0          | —     | —     | —        | —        | —        | —        | 27     | 0      |
| 2023/24         | KRC Genk        | Vlag van België | Eerste klasse A | 1          | 0          | 0     | 0     | —        | —        | 0        | 0        | 1      | 0      |
| 2024/25         | KRC Genk        | Vlag van België | Eerste klasse A | 4          | 0          | 1     | 0     | —        | —        | —        | —        | 5      | 0      |
| 2024/25         | Jong Genk       | Vlag van België | Eerste klasse B | 9          | 0          | —     | —     | —        | —        | —        | —        | 9      | 0      |
| Carrière totaal | Carrière totaal | Carrière totaal | Carrière totaal | 42         | 0          | 1     | 0     | 0        | 0        | 0        | 0        | 43     | 0      |

Bijgewerkt op 26 april 2025.
1 Van Crombrugge ·
2 Pierre ·
3 Mujaid ·
6 Smets ·
7 Bonsu Baah ·
8 Heynen  ·
9 Oh ·
11 Oyen ·
14 Sor ·
15 Claes ·
17 Hrošovský ·
18 Kayembe ·
19 Medina ·
20 Karetsas ·
21 Bangoura ·
22 Manguelle ·
23 Steuckers ·
24 Sattlberger ·
27 Nkuba ·
32 Adedeji-Sternberg ·
34 Palacios ·
39 Penders ·
44 Kongolo ·
51 Brughmans ·
77 El Ouahdi ·
99 Tolu ·
Coach: Fink